# Mixed-Klettern
Mixed-Klettern bezeichnet das Klettern in aus Fels und Steileis kombinierten Kletterrouten. In der Regel erfolgt die Fortbewegung mit Hilfe von Steigeisen und Eispickeln oder Eisgeräten. Diese Form des Kletterns hat sich in den letzten Jahren stark weiterentwickelt, nachdem sich ein dem Freiklettern ähnlicher Begehungsstil etabliert hat. Geschichte und Techniken des Mixed-Kletterns sind eng mit dem Eisklettern verknüpft.

## Geschichte
Das Klettern in kombiniertem Gelände ist so alt wie das Bergsteigen selbst, denn Berge weisen ab einer gewissen Höhe aufgrund der niedrigen Temperaturen immer einen gewissen Eisanteil auf. Dementsprechend gelten die Alpen als der erste Austragungsort des Mixed-Kletterns. Eine lange Geschichte hat das Mixed-Klettern auch in Großbritannien, speziell am Ben Nevis, der höchsten Erhebung Schottlands. Hier wurden schon Ende des 19. Jahrhunderts die ersten Mixed-Touren geklettert.
Die Geschichte des modernen Eiskletterns beginnt in den späten siebziger Jahren und die des modernen Mixed-Kletterns in den 1990er Jahren, wo neben den Alpen und Schottland auch Kanada eine wichtige Rolle spielt. Die großen Protagonisten sind Jeff Lowe, Will Gadd und Robert Jasper.

### Klassische Phase
Als erste Kletterroute im kombinierten Gelände gilt die Besteigung des Ortlers über die rechte Seite der Südwestflanke durch Pichler, Klausner und Leitner im Jahr 1804. Die Schwierigkeiten dieser Route wurden erst im Jahr 1887 durch Hans Bumiller überboten, der den nach ihm benannten Pfeiler am Piz Palü bestieg. Die nächste Steigerung folgte dann 1938 an der Eiger-Nordwand durch Anderl Heckmair, Ludwig Vörg, Fritz Kasparek und Heinrich Harrer. Hier erforderte die Kletterei schon teilweise senkrechte Eiswände, vereiste senkrechte Risse und Kamine.
Die erste Eistour am Ben Nevis wurde 1894 durch Colie Norman an der Westseite am Tower Ridge begangen. 60 Jahre später war dort Tom Patey aktiv, er beging Eagle-Ridge uvm.

### Moderne Phase
Als erste echte Mixed-Route der modernen Ära gilt Octopussy (M8) in Vail (Colorado, USA), erstbegangen durch Jeff Lowe im Jahr 1994. Sie verbindet mehrere gefrorene Wasserfälle durch stark überhängende Felspassagen.
In Europa prägten die Anfänge der modernen Ära Xaver Bongard mit „Rübezahl“ (1988) und dem mittlerweile zum Klassiker avancierten „Crack Baby“ (1993) und Robert Jasper mit der „Reise ins Reich der Eiszwerge“ (1996), die noch reine Eistouren sind. Robert Jasper wurde durch eine Reise nach Amerika, wo er die schwersten Mixed-Routen wiederholen konnte, zu den ersten europäischen Mixed-Klettereien inspiriert. Er begann mit „Traite de Lune“ (Schweiz), die mit der Bewertung M8+ damit gleich zur schwersten Route der Welt wurde. Robert Jasper vertrat einen reinen, bohrhakenlosen Stil für alpine Touren, so dass „Traite de Lune“ komplett mit Normalhaken abgesichert wurde. Die erste Wiederholung gelang 2002 durch Urs Odermatt, der den Schwierigkeitsgrad bestätigte.
1998 folgte durch den Kanadier Will Gadd die erste M9, „Amphibien“. Hier wurde das erste Mal in einer Mixed-Route das sogenannte Ausbouldern angewendet, das Üben der schwersten Stellen über mehrere Tage, eine aus dem Sportklettern bekannte Technik. Im gleichen Jahr folgte durch Stevie Haston „X-Files“ eine M9+/10- (heute M9+) in Italien und die berühmte „Flying Circus“ an der Breitwangfluh (CH) durch Robert Jasper, die erste M10 der Welt. Auch sie ist nur durch Normalhaken abgesichert.
Der Grad M11 wurde das erste Mal durch Mauro „Bubu“ Bole in Italien erreicht, der allerdings als Bewertung M„bubu“ abgab, da er nicht damit rechnete, jemand könne die Tour wiederholen. Von Will Gadd stammt die erste M12, „Musashi“, die ihm 2002 wieder in Kanada gelang. Robert Jasper kletterte die erste europäische M12 („Batman“) in Ueschenen (CH), die kaum mehr Eis enthält, sondern hauptsächlich Felspassagen aufweist. 2004 kletterte Will Gadd die erste M13 der Welt („The Game“). Ein Jahr später folgte die erste M13 Europas, diesmal durch den Österreicher Albert Leichtfried. Er nennt die Tour im Dryland bei Innsbruck „Game Over“.
2006 eröffnete er „Illuminati“ im Langental (Italien), die mit M11+/WI6+ die schwerste Mehrseillängentour wurde. Im gleichen Jahr kletterte Markus Bendler „Law and Order“ (M13+) an den Diebshöfen. Sie wurde 2007 durch Ines Papert wiederholt, was dadurch zur ersten Frauenbegehung einer M13+ wurde. Von ihr stammt auch die momentan schwierigste Mehrseillängenroute „Into the Wild“ (M12), die sie 2008 in Kanada eröffnete.

## Ausrüstung

### Eisgerät

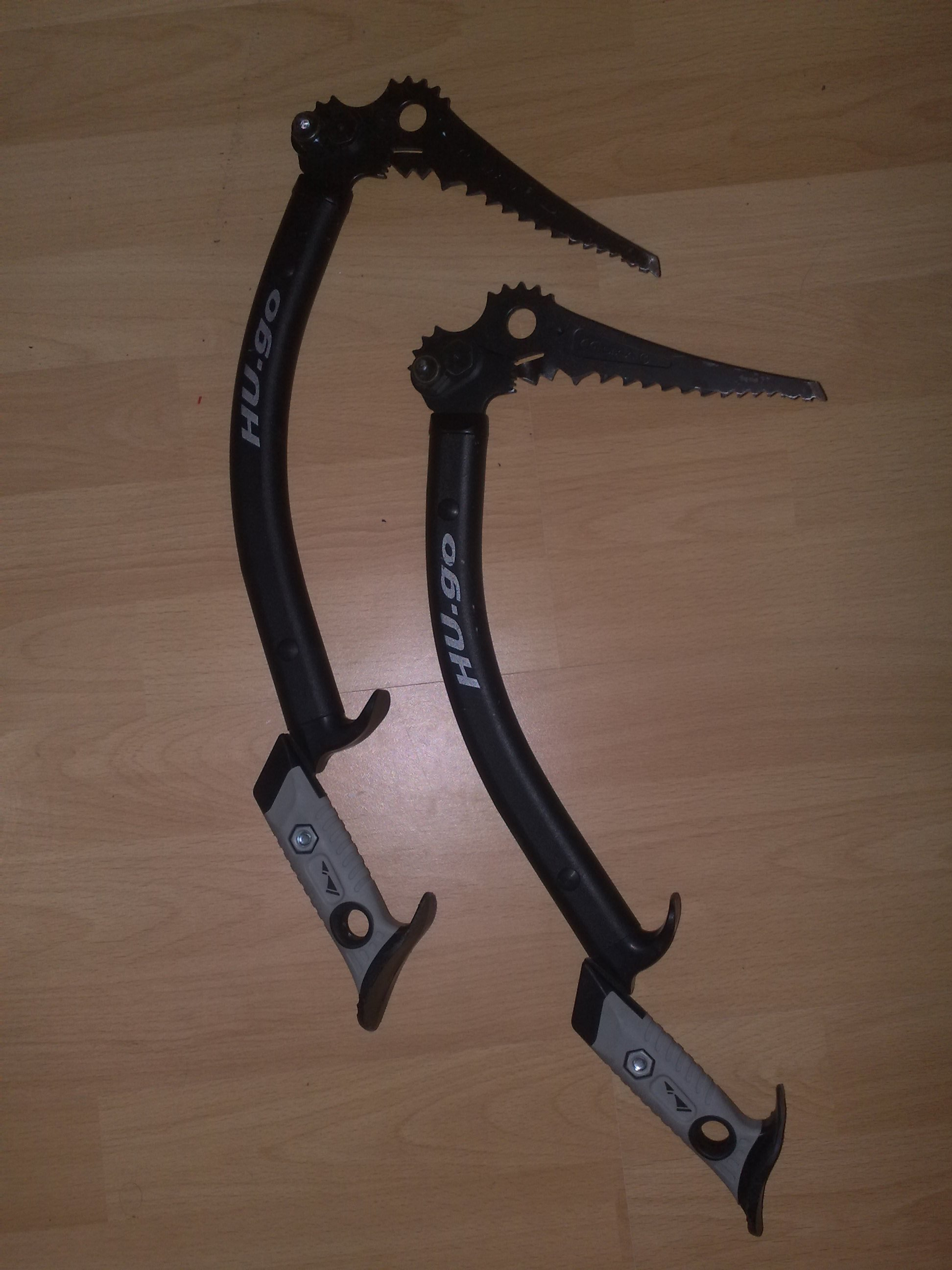
Moderne Eisgeräte mit nach hinten versetzten Griffen und ohne Schaufel oder Hammerkopf.

Moderne Eisgeräte sind für den Einsatz in harten Mixed- und Eisrouten spezialisiert. Die Haue ist so gearbeitet, dass beim Einschlag eine möglichst geringe Sprengwirkung im Eis entsteht. Der Griff steht nicht, wie beim Eispickel, senkrecht zur Haue, sondern aufgrund der Schaftkrümmung fast parallel, um einer Ermüdung bei längerem Hängen an den Geräten vorzubeugen. Die Eisgeräte bieten auch mehrere Griffpositionen, die für einen Griffwechsel notwendig sind. Der Hauptgriff für die meistgebrauchte untere Griffposition ist nach hinten versetzt. Dies verhindert eine Änderung des Hebels beim Griffwechsel.
Handschlaufen sind für die meisten Geräte nicht mehr vorgesehen. Es gibt jedoch die Möglichkeit, die Geräte mit Fangriemen am Klettergurt zu befestigen, um einem Geräteverlust, v. a. bei längeren Mehrseillängentouren, vorzubeugen. Auf die bei Eispickeln üblichen Schaufeln oder Hammerköpfe wird meist verzichtet, um das Verletzungsrisiko zu mindern.
Oft werden für Eisgeräte zwei verschiedene Hauen angeboten. Eine dünnere, die besser ins Eis eindringt und eine dickere, stabilere für den felslastigen Mixed- und Drytoolingbereich.

### Steigeisen
Zur Verwendung kommen hauptsächlich Steigeisen mit vertikalen, geschmiedeten Frontalzacken. Sie dringen leichter ins Eis ein als die bei Gletschertouren üblichen horizontalen Frontalzacken. Gebräuchlich sind sowohl zwei Frontalzacken pro Steigeisen als auch nur einer (Monozacken). Viele Steigeisen bieten die Möglichkeit, von Mono- auf Duozacker und umgekehrt umzubauen. Für den Steileis- und Mixed-Bereich werden die Steigeisen meist über Kipphebel an den Bergstiefeln befestigt, da eine Riemenbindung weniger Stabilität bietet und außerdem die Blutzufuhr in den Füßen einschränken kann. Umstritten ist die Verwendung von Fersenspornen (siehe Abschnitt Stil).

### Stiefel
Als Stiefel kommen hauptsächlich steigeisenfeste wärmende Bergstiefel zum Einsatz, die über Aufhängungen für Kipphebelsteigeisen verfügen. Vor allem professionelle Mixedkletterer verwenden zur Gewichtsersparnis leichte Schuhe, an denen das Steigeisen fest angebracht ist.

### Seil und Sicherungsgeräte
Je nach Einsatz werden Einfach- oder Doppelseile verwendet, die auch beim Felsklettern benutzt werden. Eine Imprägnierung hilft gegen Vollsaugen des Seils mit Wasser.
Als Sicherungsgeräte zur Absicherung der Tour kommen je nach Charakter der Tour die aus dem Felsklettern stammenden Bohr- und Normalhaken, Klemmgeräte wie Keile oder Friends und Eisschrauben zum Einsatz. Eine richtig gesetzte Eisschraube kann in gutem Eis ähnliche Festigkeitswerte wie ein Bohrhaken in Fels haben.

### Helm und Bekleidung
Ein Bergsteigerhelm schützt vor herabfallenden Eisstücken und vor einem abgleitenden Eisgerät. Üblicherweise wird winterfeste Funktionskleidung eingesetzt, die möglichst viel Bewegungsfreiheit bietet. Aufgrund der starken Temperaturwechsel zwischen Klettern und Sichern wird oft eine (Daunen-)Überjacke genutzt.

## Schwierigkeitsgrade
Die Schwierigkeitsskala setzt die Wasserfalleisgrade (WI) fort. Sie setzt sich aus einem „M“, zur Kennzeichnung, dass es sich um eine Mixed.-Tour handelt, und einer nachfolgenden Zahl zusammen. Die Skala reicht von M1 bis M13, wobei nach oben keine Limitierung besteht.
Die schottische Skala besteht aus einer römischen Ziffer, gefolgt von einer arabischen Ziffer, wobei die römische für die Gesamtbewertung steht und die arabische für den schwierigsten technischen Abschnitt. Die Skala reicht von I bis IX bzw. von 4 bis 9.

## Stil
Wie beim Felsklettern hält auch im Mixed-Bereich der Freiklettergedanke (Rotpunktklettern) immer stärker Einzug, demzufolge sich der Klettersport nur weiterentwickeln kann, wenn keine künstlichen Hilfsmittel zur Fortbewegung genutzt werden. Da beim Mixedklettern immer künstliche Hilfsmittel in Form der Eisgeräte und Steigeisen eingesetzt werden, ist der Gedanke hier nicht so einfach umzusetzen. Vom Kanadier Will Gadd ausgehend hat sich mittlerweile der handschlaufenlose Begehungsstil etabliert. Dieser bietet neben höheren Anforderungen an die Ausdauer des Kletterers jedoch auch eine größere Vielfalt an Kletterbewegungen, sodass der Nachteil des höheren Kraftaufwandes mehr oder weniger ausgeglichen ist. Bei Wettkämpfen sind mittlerweile Handschlaufen nicht mehr erlaubt.
Das Verwenden von Steigeisen mit einem zusätzlichen Fersensporn, einem zusätzlichen Zacken an der Ferse der Steigeisen, ist in der Szene umstritten, da die Erleichterung von Rastpositionen einen weniger sportlichen und techniklastigeren Kletterstil ermöglicht und Touren für den entsprechenden Schwierigkeitsgrad deutlich leichter werden. So propagiert etwa Will Gadd den fersenspornlosen Kletterstil („Spurs are for horses“, deutsch: „Sporne sind für Pferde“). Um die Kletterleistung der einzelnen Athleten vergleichen zu können, ist es notwendig, auch den eingesetzten Kletterstil zu berücksichtigen. Albert Leichtfried unterscheidet in Anlehnung an Will Gadd drei Stile:
- Bareback-Stil: Der reinste Stil. Fersensporne werden überhaupt nicht genutzt
- Comp Style: Der heute gängige Wettkampfstil. Fersensporn ist erlaubt, jedoch nicht für Ruhepausen (etwa Einhängen an den Eisgeräten)
- Full Trickery: alle Tricks mit dem Fersensporn sind erlaubt. Hierdurch werden Klettertouren in der Regel um einen Grad leichter.

Zusätzlich erwähnt Leichtfried noch den Old-School-Kletterstil, der bis vor etwa fünf Jahren praktiziert wurde. Er beinhaltet die Nutzung eispickelähnlicher Eisgeräte mit Handschlaufen und schwerer Bergstiefel mit aufgesetzten Steigeisen.